# Leszek Woś
Leszek Woś (ur. 1953 w Tczewie) – polski pianista, organista i flecista.

## Kariera muzyczna
Studiował w Państwowej Wyższej Szkole Muzycznej w Gdańsku. Współtworzył zespoły: Grupa Naczelnika (1973) i Baszta (1977). Następnie przez kilkadziesiąt lat był szefem orkiestr tanecznych, grających muzykę rozrywkową na statkach pasażerskich.